# نيمانيا بيتروفيتش
نيمانيا بيتروفيتش (بالصربية: Немања Петровић)‏ هو لاعب كرة قدم صربي في مركز الدفاع، ولد في 17 أبريل 1992 في فاليفو في صربيا. شارك مع منتخب صربيا تحت 21 سنة لكرة القدم. أما مع النوادي، فقد لعب مع مكابي نتانيا ونادي بارتيزان.

## وصلات خارجية
- نيمانيا بيتروفيتش على موقع الاتحاد الأوربي (الإنجليزية)
- نيمانيا بيتروفيتش على موقع قاعدة بيانات كرة القدم.إي يو (الإنجليزية)
- نيمانيا بيتروفيتش على موقع Soccerway.com (الإنجليزية)
- نيمانيا بيتروفيتش على موقع AS.com (الإسبانية)